# Lydéric de Flandre

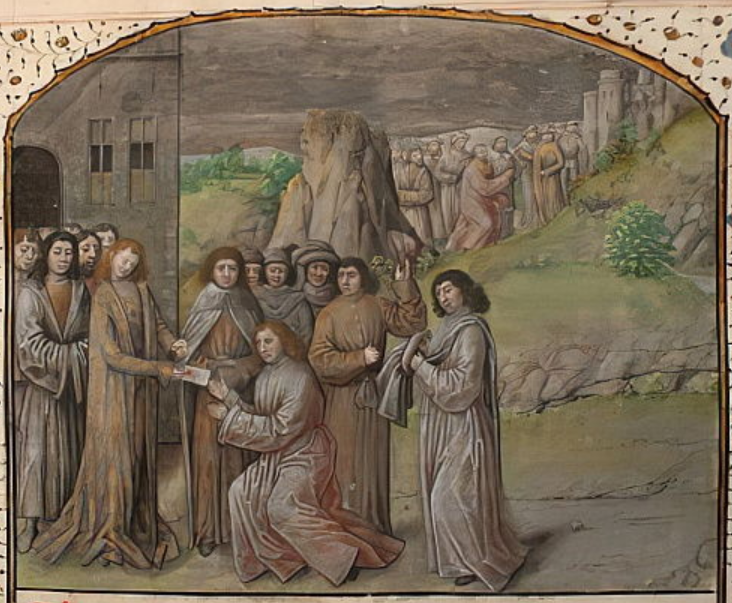
Charlemagne nomme le premier comte de Flandre, illustration dans Chroniques de Flandre, de David Aubert (1477).

Lydéric de Flandre, comte de Harlebeke, ou Lydéric de Harlebeke (Lidricus Harlebeccensis en latin) mort en 836, est un « grand forestier » de Flandre et le premier comte de la Marche de Flandre créée par Charlemagne pour contrer les invasions normandes. Il peut aussi être appelé Lydéric II de Flandre ou Lydéric IV de Flandre, selon les auteurs, et selon que l'on considère que des prédécesseurs, légendaires ou non, aient aussi porté ce nom.
Son historicité n'est pas certaine. Il n'est pas mentionné dans les documents contemporains. À la fin du Moyen Âge, il était considéré comme un ancêtre direct dans la lignée masculine de Baudouin Ier de Flandre.
Selon certains auteurs (Jules Bertin dans Georges Vallée, 1876, par exemple), il serait le fils de Lydéric Ier de Flandre, ou Lydéric de Buc, assimilable au Lydéric de la légende de "Lydéric et Phinaert", associé à la fondation de la ville de Lille.
La généalogie de Flandria generosa, un manuscrit sur l'histoire du Comté de Flandre qui a probablement été compilé peu de temps après 1164, commence avec l'histoire de Lydéric, devenu comte de Harlebeke en 792 et se termine en 1164.
Il est le père d'Enguerrand (ou Ingelram, 780–825), également grand forestier de Flandre.
- Il est le grand-père d'Odacre (Odoacre, Audacer, Odoscer), grand forestier de Flandre.
  - Il est l'arrière grand-père de Baudouin Ier de Flandre, dit Baudouin Bras de Fer (?-879), grand forestier puis comte de Flandre.